# Josef Blatný
Josef Blatný (19. března 1891 Brno – 18. července 1980 tamtéž) byl český hudební skladatel, otec hudebního skladatele Pavla Blatného a bratr překladatele a dramatika Lva Blatného.

## Život
Vyrůstal v rodině varhaníka. Studoval u Leoše Janáčka, Viléma Kurze, Miroslavy Dvořáčkové.

## Dílo
Tvořil zejména instruktivní skladby – etudy.
- Čtyři skladby op. 4
- Etudy op. 33
- Preludium festivo e Fuga op. 36
- Preludium, fuga a toccata op. 43
- Sonáta op. 51